# Karamantsi
Karamantsi (bulgariska: Караманци) är ett distrikt i Bulgarien.   Det ligger i kommunen Obsjtina Mineralni Bani och regionen Chaskovo, i den centrala delen av landet, 190 km sydost om huvudstaden Sofia.
Trakten runt Karamantsi består till största delen av jordbruksmark. Runt Karamantsi är det ganska glesbefolkat, med 31 invånare per kvadratkilometer.